# Kotel (berg)
Kotel (tjeckiska: Kokrháč) är ett berg i Tjeckien.   Det ligger i regionen Liberec, i den norra delen av landet, 110 km nordost om huvudstaden Prag. Toppen på Kotel är 1 435 meter över havet, eller 119 meter över den omgivande terrängen. Bredden vid basen är 2,5 km. Kotel ingår i Zlaté návrší.
Terrängen runt Kotel är huvudsakligen kuperad, men åt nordost är den bergig. Runt Kotel är det glesbefolkat, med 14 invånare per kvadratkilometer. Närmaste större samhälle är Vrchlabí, 15,0 km söder om Kotel. I omgivningarna runt Kotel växer i huvudsak blandskog.